# التلوبهیم
التلوبهیم (به آلمانی: Altlußheim) یک شهرداری در آلمان است که در بادن-وورتمبرگ واقع شده‌است.

## خصوصیات
التلوبهیم ۱۵٫۹۶ کیلومترمربع مساحت دارد ۱۰۳ متر بالاتر از سطح دریا واقع شده‌است.

## خواهرخوانده
شهر Gersdorf خواهرخواندهٔ التلوبهیم هست.